# Bjärreds församling
Bjärreds församling är en församling i Torna och Bara kontrakt i Lunds stift. Församlingen ligger i Lomma kommun i Skåne län och utgör ett eget pastorat.

## Administrativ historik
Församlingen bildades 2000 genom sammanslagning av Borgeby församling, Fjelie församling och Flädie församling och utgör sedan dess en gemensam församling.

## Kyrkobyggnader
I församlingen finns fyra kyrkor med kyrkogård. Bergakyrkan (som invigdes 1974) är den som saknar kyrkogård.
- Bergakyrkan
- Borgeby kyrka
- Fjelie kyrka
- Flädie kyrka

Församlingsgården heter Bergagården och här ligger även Bergakyrkan.